# Karolina Różycka
Karolina Różycka (née Kosek le 28 juin 1985 à Myślenice) est une joueuse de volley-ball polonaise. Elle mesure 1,84 m et joue au poste de réceptionneuse-attaquante. Elle totalise 36 sélections en équipe de Pologne. Elle est la fille de la joueuse de volley-ball polonaise Anna Kosek.

## Clubs
| Club                  | De        | À         |
| --------------------- | --------- | --------- |
| Dalin Myślenice       | 2000-2001 | 2002-2003 |
| VB Franches-Montagnes | 2003-2004 | 2003-2004 |
| Dalin Myślenice       | 2004-2005 | 2004-2005 |
| BKS Bielsko-Biała     | 2005-2006 | 2005-2006 |
| AZS Białystok         | 2006-2007 | 2006-2007 |
| Wisła Cracovie        | 2007-2008 | 2007-2008 |
| 1. VC Wiesbaden       | 2008-2009 | 2008-2009 |
| Budowlani Łódź        | 2009-2010 | 2010-2011 |
| Azerrail Bakou        | 2011-2012 | 2011-2012 |
| Yeşilyurt İstanbul    | 2012-2013 | 2012-2013 |
| Muszynianka Muszyna   | 2013-2014 | 2014-2015 |
| MKS Dąbrowa Górnicza  | 2015-2016 | 2015-2016 |
| PTPS Piła             | 2017-2018 | 2017-2018 |
| KS Energetyk Poznań   | 2018-2019 | …         |

## Palmarès
- Coupe de Pologne
  - Vainqueur : 2006, 2010.
  - Finaliste : 2014.
- Supercoupe de Pologne
  - Finaliste : 2014.